# Bicicletta da ciclocross

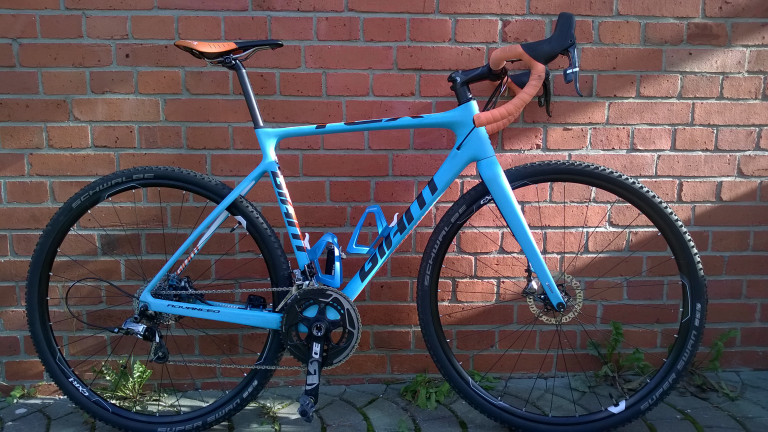
Bicicletta da ciclocross prodotta dalla Giant

Una bicicletta da ciclocross (abbreviata CX o CXB) è una bicicletta progettata specificamente per le gare di ciclocross. Le biciclette da ciclocross assomigliano grosso modo alle biciclette da corsa utilizzate nelle corse su strada. Le principali differenze tra le due sono la geometria del telaio e gli spazi più ampi che le bici da ciclocross hanno per accomodare i loro pneumatici più grandi ed evitare l'accumulo di fango e detriti.

## Telaio
I materiali del telaio vengono selezionati con l'obiettivo di produrre un telaio leggero, ma rigido e reattivo. Il peso ridotto è importante per agevolare il trasporto durante la corsa. I corridori di ciclocross possono sollevare o trasportare le loro biciclette fino a 30 volte in una gara di 60 minuti: per questo motivo, è molto importante che la bicicletta sia il più leggera possibile. I telai in alluminio sono diventati popolari nel ciclocross molto prima di essere introdotti nelle gare su strada. Oggi il materiale più popolare utilizzato per i telai da ciclocross da gara è la fibra di carbonio.
I telai da ciclocross richiedono uno spazio leggermente più ampio (generalmente 30–34 mm) per accomodare gli pneumatici ed evitare incrostazioni dovute a detriti e fango. Sono in genere molto semplici, spesso privi di ponti tra i foderi posteriori. I telai a geometria compatta con tubi superiori inclinati sono meno comuni rispetto alle biciclette da strada a causa della necessità di trasportare facilmente la bicicletta in spalla. I cavi del deragliatore instradati sul tubo orizzontale (piuttosto che sul movimento centrale) aiutano a evitare l'accumulo di fango. Alcune bici da ciclocross specializzate hanno anche un movimento centrale più alto per facilitare il passaggio su terreni accidentati.
In genere, la geometria del telaio è un po' più rilassata di quella di una bici da strada, non così eretta nel tubo verticale, il che consente una maggiore stabilità su terreni morbidi. Inoltre, il passo può essere un po' più lungo, il che fornisce una sensazione più piantata quando si utilizza il peso del corpo a poppa su terreni accidentati e può aiutare a evitare che i piedi del corridore tocchino la ruota anteriore durante una curva stretta.

## Componentistica
Su una bicicletta da ciclocross il cambio è in genere più basso, con le configurazioni più comuni che utilizzano una guarnitura da 46-36 (110 mm BCD) o 48-38 (130 mm BCD) con una cassetta da 12-25 o 12-30. Alcuni ciclisti scelgono di utilizzare una singola corona nella parte anteriore (in genere una corona da 40-42 denti) mantenendo più pignoni nella cassetta posteriore. Alcuni corridori scelgono di utilizzare biciclette single speed: in questo modo il peso del deragliatore e della leva del cambio si perde e una singola corona consente una linea della catena più stretta, riducendo così la possibilità di caduta della catena su un percorso accidentato.
Le ruote sono del normale tipo da corsa su strada dotate di pneumatici tassellati, sebbene profili del cerchione più spessi possano essere preferiti per i loro vantaggi nel fango denso. Ci sono leggere differenze di geometria tra le biciclette da strada e da ciclocross; le bici da ciclocross tendono ad avere un manubrio leggermente più alto per una posizione più eretta poiché l'aerodinamica ha poca importanza in una gara di cross. Alcuni concorrenti preferiscono un secondo set di leve freno sulla parte superiore, chiamate leve freno "top mount" o "interrupter". Questa impostazione viene anche chiamata a "leve incrociate". I tubi superiori dei telai delle bici da ciclocross hanno in genere un profilo inferiore ovalizzato o appiattito per offrire un maggiore comfort quando i ciclisti hanno bisogno di mettere in spalla e trasportare le loro biciclette. In generale, cambiando le gomme e cambio una bici da ciclocross può essere utilizzata anche su strada. Tuttavia, la maggior parte dei corridori di ciclocross preferisce i pedali per mountain bike a sgancio rapido per la facilità di sgancio e la maggiore resistenza al fango. Inoltre, le scarpe da mountain bike offrono una migliore trazione durante la corsa rispetto alle tipiche scarpe da strada, grazie alla flessibilità della suola e al design pronunciato del battistrada.

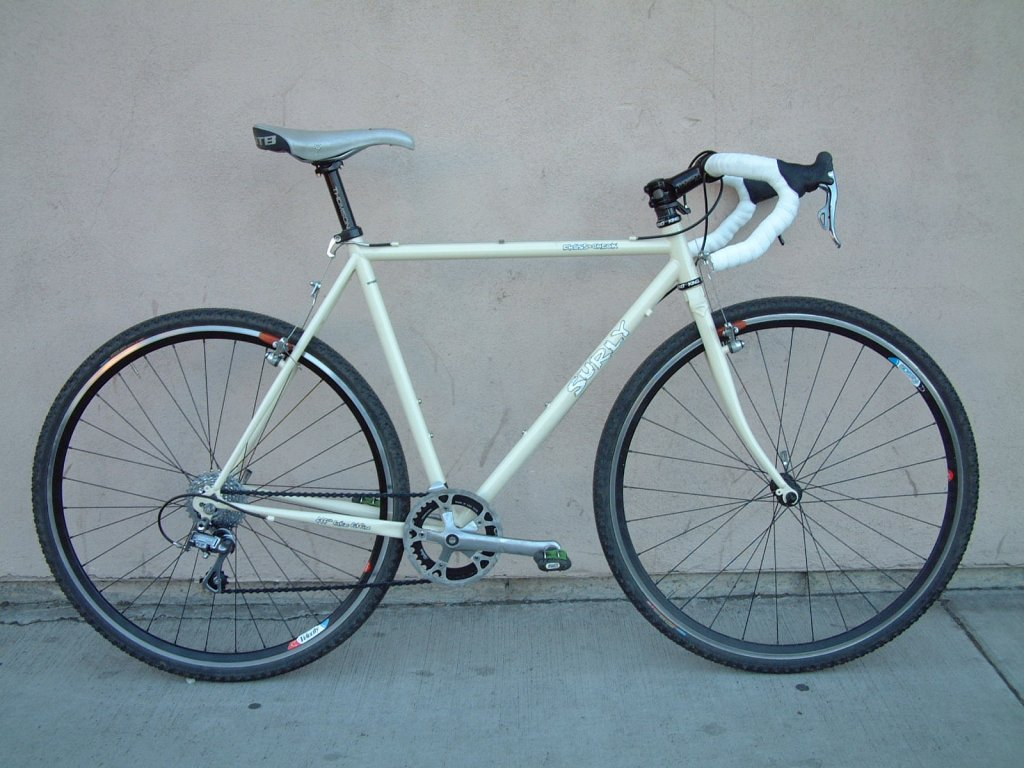
Bicicletta da ciclocross Surly Crosscheck con gruppo Campagnolo e corona singola

Spesso le bici da ciclocross sono dotate di freni cantilever tradizionali a trazione centrale, similmente alle mountain bike. Anche in questo caso, un vantaggio notevole è rappresentato da una maggiore resistenza in condizioni fangose rispetto ai freni tradizionali ("V-Brake") utilizzati sulle bici da strada.
In seguito all'abolizione del divieto dell'UCI riguardo l'uso dei freni a disco nelle gare di ciclocross i produttori di componenti per biciclette e telai hanno immediatamente iniziato a sviluppare e testare biciclette da ciclocross da gara dotate di freni a disco. Sebbene i freni a disco siano più pesanti dei freni cantilever, il compromesso è che consentono una frenata significativamente più potente in condizioni di gara.

## Pneumatici
La scelta degli pneumatici è molto importante nelle gare di ciclocross. I copertoni tubolari sono ancora molto popolari: ciò è in parte dovuto alla loro capacità di essere utilizzati a bassa pressione (22-40 psi/1,5-2,75 bar) senza aumentare il rischio di schiacciamento. Una pressione bassa è desiderabile perché aumenta l'area di contatto, che può agevolare la trazione su superfici morbide. Tuttavia ciò aumenta il rischio che il cerchione tocchi il fondo al suolo, e questo è un problema con i copertoncini perché la camera d'aria può essere pizzicata dal cerchio, causando una foratura. Con gli pneumatici tubolari, questo non è un problema, poiché non possono pizzicare. L'unica preoccupazione è il danneggiamento del cerchio. Gli pneumatici tubolari offrono anche un risparmio di peso e la possibilità di essere utilizzati anche quando sono a terra, in modo che il corridore possa raggiungere i box per effettuare una sostituzione.
Anche i copertoncini hanno i loro vantaggi. Il cambio delle gomme è molto più veloce poiché non comporta un lungo processo di incollaggio e polimerizzazione, quindi un corridore può avere una vasta selezione di pneumatici a sua disposizione. Fino a poco tempo fa, anche i copertoncini avevano generalmente un disegno del battistrada più tagliente rispetto ai tubolari più tradizionali. Inoltre, i copertoncini costano generalmente meno dei tubolari.
Poiché la stagione del ciclocross abbraccia l'autunno e l'inverno, le condizioni del percorso possono variare notevolmente. Spesso i corridori hanno almeno un set di pneumatici da asciutto e da bagnato tra cui scegliere. Gli pneumatici da asciutto tendono ad avere un battistrada molto più piccolo e ravvicinato. Gli pneumatici da bagnato hanno tasselli più grandi e più distanziati per favorire l'aderenza. Gli pneumatici di solito non variano molto in larghezza a causa della teoria che uno pneumatico stretto ha la minor resistenza al rotolamento (per percorsi asciutti) e che taglierà anche il fango sul terreno più duro sottostante (per percorsi bagnati/fangosi). Sebbene le larghezze inferiori a 30c fossero popolari in passato, gli pneumatici attuali tendono ad essere disponibili in un range compreso tra 30-35c, con 32 e 34 come misure più comuni.

## Scelta dell'attrezzatura
Poiché le condizioni del terreno possono variare notevolmente, la scelta dell'attrezzatura è estremamente importante. A questo si aggiunge il fatto che le gare sono relativamente brevi e che i cambi sono consentiti durante le gare. Poiché gli pneumatici tubolari sono popolari nelle corse professionistiche e in alcune gare amatoriali e gli pneumatici non possono essere facilmente rimossi dal cerchione, sono necessarie ruote preparate in precedenza con pneumatici installati per le diverse condizioni. È comune per i corridori anche a livello amatoriale avere un paio di bici da corsa (una di partenza e una sostitutiva) e diverse ruote tra cui scegliere. A livello professionale è essenziale avere a disposizione diverse bici e opzioni di ruote.
Più di recente, i copertoncini tubeless sono diventati popolari in seguito alla loro introduzione sulle mountain bike. I vantaggi includono un peso complessivo della ruota inferiore (nessuna camera d'aria), pressioni degli pneumatici che consentono una maggiore trazione e nessuna colla come richiesto per gli pneumatici tubolari. Non tutti i cerchi per copertoncino consentono pneumatici senza camera d'aria poiché è necessaria una superficie di contatto a tenuta d'aria per evitare la perdita involontaria di pressione degli pneumatici.

## Regole
Le seguenti regole sono state stilate dall'UCI per quanto riguarda le biciclette da ciclocross impiegate negli eventi da essa organizzati (come la Coppa del Mondo o il Superprestige).
- Il manubrio non deve misurare più di 50 centimetri (20 in) di larghezza.
- La larghezza dello pneumatico non può superare i 33 millimetri (1,3 in) e gli pneumatici non devono essere caratterizzati da alcun tipo di borchie o punte.
- Le ruote devono avere almeno 12 raggi.
- Il peso della bicicletta non può essere inferiore a 6,8 chilogrammi.

A partire dal 2010, i freni a disco sono stati ammessi nelle gare ufficiali UCI.

## Uso non agonistico
Alcune biciclette da ciclocross disponibili sul mercato vengono commercializzate dotate di freni a disco. Alcuni modelli includono saldature specifiche per consentire l'installazione dei cantilever. La crescente popolarità dei freni a disco sulle biciclette da ciclocross ha consentito di realizzare cerchi migliori e più leggeri a causa della mancanza di pista del freno sul lato del cerchio.
Le biciclette da ciclocross stanno diventando sempre più popolari tra i consumatori per la loro versatilità: hanno alcuni dei vantaggi geometrici e aerodinamici delle bici da strada, ma possono accogliere pneumatici più larghi, avere saldature per parafanghi e portapacchi e sono abbastanza robuste per il cicloturismo e l'utilizzo sulle strade bianche o sterrate. Una tipologia di bicicletta molto simile alle bici da ciclocross è la gravel, sempre più apprezzata in caso di eventi di ultraciclismo con percorsi particolarmente accidentati.

## Le mountain bike nelle gare di ciclocross
In alcuni paesi i corridori possono anche gareggiare in eventi di ciclocross utilizzando mountain bike: ciò accade in particolare negli eventi locali o nelle categorie giovanili o amatoriali, ma non è consentito in caso di competizioni internazionali. È possibile vincere un evento di ciclocross utilizzando una mountain bike, a patto che il percorso sia molto tecnico e non preveda molte sezioni veloci o asfaltate. Tuttavia, nelle gare di ciclocross classiche una bicicletta da ciclocross è la scelta più efficace.